# Aristida megapotamica
Aristida megapotamica är en gräsart som beskrevs av Spreng.. Aristida megapotamica ingår i släktet Aristida och familjen gräs. Inga underarter finns listade i Catalogue of Life.